# Voloska
Voloska, katkad nazivana Vlasta, predložena je slavenska božica ognjišta i doma koja nije posvjedočena u povijesnim izvorima o slavenskoj mitologiji. Prvi spomen Voloske pojavljuje se u djelu Hrvatska narodna mitologija Nikole Sučića objavljenom 1943. godine, koje je kritizirano zbog manjka izvora.
Prema Sučićevom pisanju, Voloska je bila supruga Velesa i zaštitnica ratara, a simboli su joj bili krava i lastavica. Sučić također tvrdi kako su svi slavenski domovi imali udubinu (tzv. »mirište«) gdje bi, u čast Voloski, palili plamičak i postavljali kipiće Voloske načinjene od drveta, voska ili jantara.

## Nasljeđe
Nakon što je Sučićeva knjiga objavljena, Volosku su u svojim pjesmama spomenuli Vladimir Nazor (»Miti i legende«, 1948.) i Boro Pavlović (»Slavenska lipa«, 1960.).
Publicist Franjo Ledić, čiju interpretaciju slavenske mitologije etnologinja Tea Škokić navodi kao "romantiziranu", Voloski je na temelju Sučićevog djela te navedenih pjesama posvetio poglavlje u svojem djelu Mitologija Slavena (1969.).